# Euproctus montanus
Europroctus montanus o tritón corso pertenece a la familia de los Salamandridae y es oriundo de Córcega. Se encuentra principalmente en los arroyos, manantiales y ríos de los bosques y monte bajo en altitudes superiores a 600 m.
Mide alrededor de 10 cm de longitud, y es de color verde oliva con manchas. Cuenta con una superficie inferior gris, con manchas oscuras, excepto en la garganta y tiene diferenciación por sexo. Está amenazado por la pérdida de hábitat .